# ۹۹۰ (قمری)
۹۹۰ (قمری)، نهصد و نودمین سال در گاهشماری هجری قمری است. اول محرم این سال برابر با پنجم فوریه سال ۱۵۸۲ میلادی است.